# Candona elliptica
Candona elliptica är en kräftdjursart som beskrevs av N. C. Furtos 1933. Candona elliptica ingår i släktet Candona och familjen Candonidae. Inga underarter finns listade.